# 28ª Mostra internazionale d'arte cinematografica di Venezia
La 28ª edizione della Mostra internazionale d'arte cinematografica di Venezia si è svolta a Venezia, Italia, dal 26 agosto all'8 settembre del 1967, sotto la direzione di Luigi Chiarini.
Tra i film in concorso, l'Edipo re di Pier Paolo Pasolini e Lo straniero di Luchino Visconti.

Alberto Moravia, presidente della giuria del 1967

## Giuria e premi
La giuria era così composta:
- Alberto Moravia (presidente, Italia), Carlos Fuentes (Messico), Juan Goytisolo (Spagna), Erwin Leiser (Germania), Violette Morin (Francia), Susan Sontag (Stati Uniti d'America), Rostislav Jurenev (Unione Sovietica).

I principali premi distribuiti furono:
- Leone d'oro: Bella di giorno (Belle de jour) di Luis Buñuel
- Leone d'argento: La Cina è vicina di Marco Bellocchio e La cinese (La chinoise) di Jean-Luc Godard (ex aequo)
- Coppa Volpi al miglior attore: Ljubiša Samardžić per Jutro, l'alba di un giorno (Jutro)
- Coppa Volpi alla miglior attrice: Shirley Knight per Intolleranza: il treno fantasma (Dutchman)

## Sezioni principali

### Film in concorso
- Bella di giorno (Belle de jour), regia di Luis Buñuel (Francia/Italia)
- Col cuore in gola, regia di Tinto Brass (Italia/Francia)
- Desert People, regia di Ian Dunlop (Australia)
- Edipo re, regia di Pier Paolo Pasolini (Italia/Marocco)
- Egy szerelem három éjszakája, regia di György Révész (Ungheria)
- Fine stagione (Utószezon), regia di Zoltán Fábri (Ungheria)
- I sovversivi, regia di Paolo e Vittorio Taviani (Italia)
- Il padre di famiglia, regia di Nanni Loy (Italia/Francia)
- Intolleranza: il treno fantasma (Dutchman), regia di Anthony Harvey (Regno Unito)
- Jutro, l'alba di un giorno (Jutro), regia di Mladomir Puriša Đorđević (Jugoslavia)
- La Cina è vicina, regia di Marco Bellocchio (Italia)
- La cinese (La chinoise), regia di Jean-Luc Godard (Francia)
- Lo straniero, regia di Luchino Visconti (Italia/Francia/Algeria)
- Noc nevěsty, regia di Karel Kachyňa (Cecoslovacchia)
- O salto, regia di Christian de Chalonge (Francia)
- Oi voskoi, regia di Nikos Papatakis (Grecia/Francia)
- Otklonenie, regia di Grisha Ostrovski, Todor Stoyanov (Bulgaria)
- Tavola dell'amore (Mahlzeiten), regia di Edgar Reitz (Germania Ovest)
- Tutte le sere alle nove (Our Mother's House), regia di Jack Clayton (Regno Unito)